# Zavarise

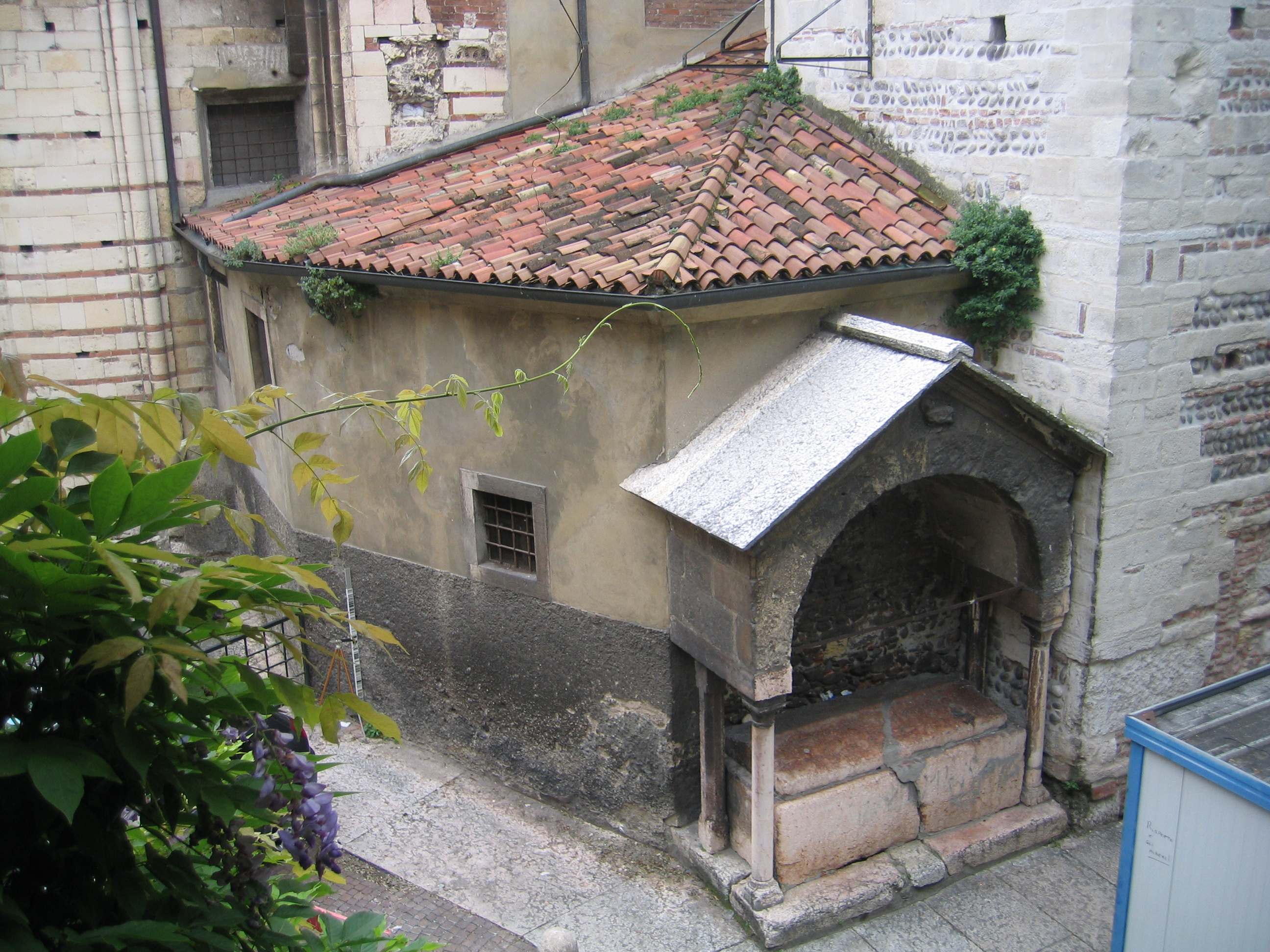
Verona, particolare della chiesa dei Santi Apostoli: l'arca della famiglia Zavarise.

Gli Zavarise sono una nobile famiglia di Verona, imparentata agli Scaligeri. Le prime tracce del casato risalgono all'XI secolo. 
La loro arca tombale è sita presso la Chiesa dei Santi Apostoli (Verona), mentre il loro palazzo era sito nell'attuale via Mazzini, abitato da un ramo della famiglia fino al 1970. Il loro capostipite, Ulderico, fu uno fra i membri del primo consiglio comunale cittadino nel 1140. La famiglia aveva possedimenti a Valeggio sul Mincio, Lavagno, Cerea, Tarmassia e San Bonifacio. 
Florimonte Zavarise fu segretario personale, oltreché confidente e grande amico, di Cangrande I della Scala. Anna Zavarise sposò nel 1334 il nobile Francesco Bevilacqua, che divenne podestà di Padova, del loro matrimonio, combinato dai Della Scala ci restano i sonetti e le cante.
Manodoro Zavarise sposò Cecchino Della Scala. Secoli più tardi, noto umanista, fu Virgilio Zavarise.

## Arma
D' azzurro, al leone d' argento, armato e lampassato di rosso.